# Yucca elata subsp. verdiensis
Yucca elata subsp. verdiensis (englischer Trivialname: „Arizona Yucca“) ist eine Unterart der Seifen-Palmlilie (Yucca elata) in der Familie der Spargelgewächse (Asparagaceae).

## Beschreibung
Yucca elata subsp. verdiensis wächst stammlos oder bildet einen Stamm bis 0,5 m Höhe. Sie formt Gruppen mit mehreren Rosetten. Die variablen, steifen, faserförmigen Laubblätter sind 25 bis 40 cm lang und gelbgrün.
Der verzweigte, rispige Blütenstand erreicht eine Höhe von bis zu 2,8 m. Die glockenförmigen, weißen bis cremefarbenen, hängenden Blüten weisen eine Länge von 4,5 cm und einen Durchmesser von etwa 2 cm auf. Die Blütezeit reicht von April bis Juni.

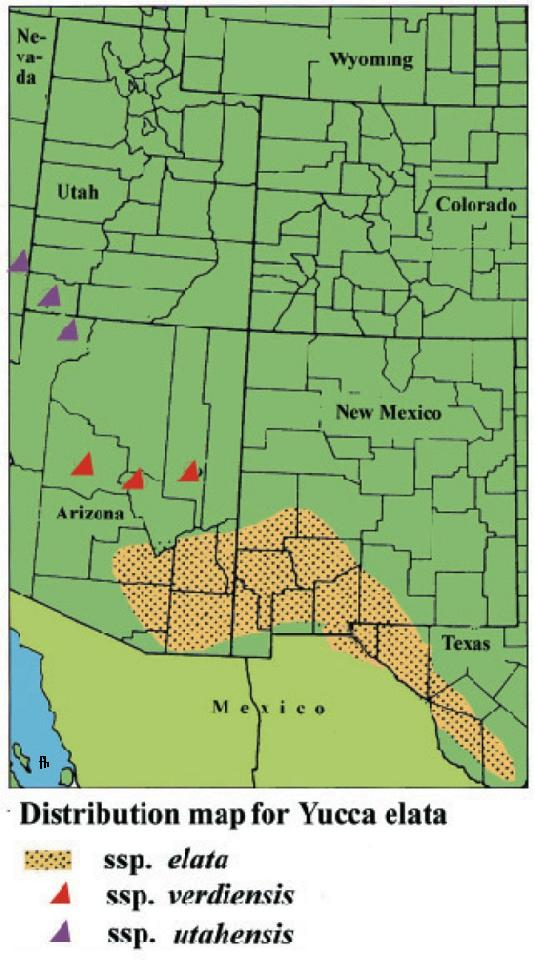
Verbreitungskarte der Unterarten von Yucca elata

## Vorkommen
Yucca elata subsp. verdiensis wächst in einem begrenzten Gebiet in Arizona auf sandigen Böden in offenem Waldland in Höhenlagen zwischen 900 und 2000 m. Sie ist dort oft vergesellschaftet mit Toumeya papyracantha, Escobaria missouriensis subsp. navajoensis, Echinocereus fendleri, Agave parryi und anderen Kakteenarten.
An den Verbreitungsgrenzen wachsen Zwischenformen die Yucca elata subsp. elata und Yucca angustissima nahestehen.
Yucca elata subsp. verdiensis ist bis minus 20 °C winterhart. Sie ist jedoch selten in Sammlungen.

## Systematik
Die Beschreibung unter dem Namen Yucca elata subsp. verdiensis durch Fritz Hochstätter erfolgte 1998.
Synonyme sind Yucca verdiensis McKelvey 1947. und Yucca elata var. verdiensis Reveal 1977.

## Bilder
Yucca elata subsp. verdiensis :

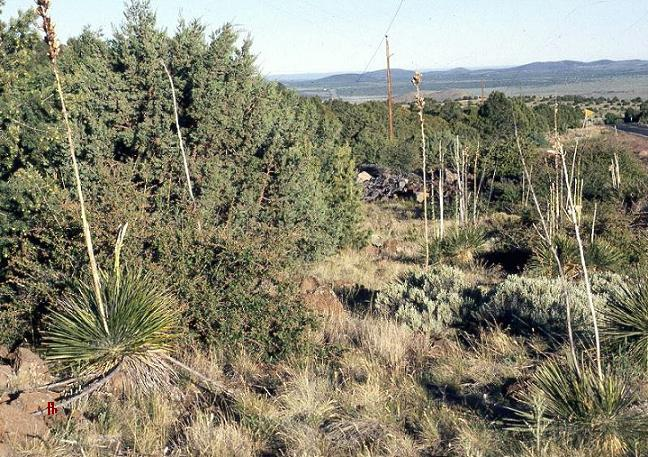
Kolonie in Arizona